# Sint-Gabriëlkapel (Baexem)
De Sint-Gabriëlkapel, in de volksmond ook het Koalderskapelke genoemd, is een kapel in Baexem in de Nederlandse gemeente Leudal. De kapel staat aan de Leukerweg bij nummer drie in buurtschap De Horck ten noorden van het dorp.
De kapel is gewijd aan de heilige Gabriël van de Moeder van Smarten.

## Geschiedenis
Op 24 september 1923 werd de kapel gesticht door de familie Venner die in de buurt op de boerderij De Koalder woonde. Dat de familie ervoor koos om de kapel aan de heilige Gabriël te wijden is waarschijnlijk het gevolg van dat een van de familieleden in 1906 tot priester van de Passionisten werd gewijd, de beweging die deze heilige vereerde.

## Gebouw
De rode bakstenen kapel is opgetrokken op een rechthoekig plattegrond onder een verzonken zadeldak met oranje pannen. In de beide zijgevels is elk een rondboogvenster aangebracht omlijst met oranje bakstenen en boven in deze gevels een bloktandlijst met om-en-om rode en oranje bakstenen. In de kale achtergevel is met oranje bakstenen een ruit gemetseld. De frontgevel en achtergevel zijn een puntgevel met schouderstukken waarbij de achtergevel een verbrede aanzet heeft. In de frontgevel zijn de schouderstukken 45 graden gedraaid en vormen uit einde van de overhoekse steunberen. Op de top van de frontgevel staat een stenen kruis. In de frontgevel bevindt zich de rondboogvormige toegang van de kapel, omlijst met siermetselwerk van oranje bakstenen, die wordt afgesloten met een dubbele houten deuren met raampjes onder een natuurstenen timpaan. In de timpaan is een tekst aangebracht:

HEILIGE GABRIEL
BID VOOR ONS

Van binnen is de kapel bekleed met houten schrootjes onder een wit geschilderd houten plafond. tegen de achterwand is een houten altaar geplaatst. In de achterwand is een betimmerde rondboognis aangebracht. In deze nis staat een gepolychromeerd beeld van de heilige Gabriël die de heilige toont gekleed in een zwarte habijt en zwarte mantel (het ordegewaad van de Passionisten) terwijl hij een crucifix op zijn borst drukt.